# Rogue Planet
Rogue Planet is de zeventiende aflevering van de serie Star Trek: Enterprise van 97 in totaal. 

## Verloop van de aflevering in hoofdlijnen
De bemanning van de USS Enterprise NX-01 bezoekt een interstellaire planeet (een planeet die niet aan een planetenstelsel is verbonden), waar zij een groep jagers ontmoeten. Deze jagers beweren op jacht te zijn naar een bepaalde diersoort, maar later blijkt dat zij in werkelijkheid een intelligente soort opjagen, die in staat is van gedaante te veranderen. Door zich voor te doen als een fantasiefiguur die Jonathan Archer herkent, maken zij Archer hiervan bewust. 
Als Archer vraagt hoe de jagers in staat zijn om een gedaanteveranderend wezen te doden, antwoorden zij dat de soort een chemische stof uitscheidt, waardoor ze hen uiteen kunnen houden met de personen/voorwerpen die zij op dat moment imiteren. Op de Enterprise blijkt dokter Phlox in staat een manier te vinden deze stof te maskeren. Dit wordt toegepast, waarna de jagers niet meer in staat blijken de soort op te sporen. Hiermee hebben ze de jaagpraktijken niet daadwerkelijk kunnen stoppen, maar zal het een stuk moeilijker worden om hen te vangen.

## Acteurs

### Hoofdrollen
- Scott Bakula als kapitein Jonathan Archer
- John Billingsley als dokter Phlox
- Jolene Blalock als overste T'Pol
- Dominic Keating als luitenant Malcolm Reed
- Anthony Montgomery als vaandrig Travis Mayweather
- Linda Park als vaandrig Hoshi Sato
- Connor Trinneer als overste Charles "Trip" Tucker III

### Gastacteurs
- Stephanie Niznik als de fantasiegedaante
- Conor O'Farrell als Burzaan
- Eric Pierpoint als Shiraht
- Keith Szarabajka als Damrus

#### Bijrollen die niet in de aftiteling vermeld zijn
- Solomon Burke junior als bemanningslid Billy
- Amy Kate Connolly als een bemanningslid van de Enterprise
- Hilde Garcia als bemanningslid Rossi (alleen in een verwijderde scène)
- Lindly Gardner als een bemanningslid van de Enterprise
- John Jurgens als een bemanningslid van de Enterprise
- Mark Watson als een bemanningslid van de Enterprise